# Brad Silberling
Brad Silberling, né le 8 septembre 1963 à Washington (États-Unis), est un réalisateur, producteur et scénariste américain.

## Filmographie

### Comme réalisateur

#### Cinéma
- 1995 : Casper
- 1998 : La Cité des anges (City of Angels)
- 2002 : Moonlight Mile
- 2004 : Les Désastreuses Aventures des orphelins Baudelaire (Lemony Snicket's A Series of Unfortunate Events)
- 2006 : Une star dans ma vie (10 Items or Less)
- 2009 : Le Monde (presque) perdu (Land of the Lost)
- 2017 : An Ordinary Man

#### Télévision
- 1988 : Alfred Hitchcock présente (série télévisée)
- 1989 : Tom Bell (Top of the Hill) (série télévisée)
- 1990 : Cop Rock (série télévisée)
- 1991 : La Loi de Los Angeles (L.A. Law) (série télévisée)
- 1991 : Guerres privées (Civil Wars) (série télévisée)
- 1991 : The Antagonists (série télévisée)
- 1992 : Great Scott! (série télévisée)
- 1993 : New York Police Blues (NYPD Blue) (série télévisée)
- 1994 : The Byrds of Paradise (en) (série télévisée)
- 2013-2018 : The Reign (série télévisée)

### Comme producteur
- 2002 : Moonlight Mile
- 2004 : Bananas
- 2006 : Une star dans ma vie

### Comme scénariste
- 2002 : Moonlight Mile
- 2006 : Une star dans ma vie

## Anecdotes
- Le film Moonlight Mile qu'il a écrit et réalisé en 2002 est inspiré du meurtre en 1989 de sa compagne d'alors, l'actrice Rebecca Schaeffer.